# 594913 ꞌAylóꞌchaxnim
594913 ꞌAylóꞌchaxnim (còn được biết đến với định danh trước đó ZTF09k5) là một vật thể gần Trái Đất được phát hiện bởi dự án tạm thời Zwicky trong Kính thiên văn Samuel Oschin thuộc Đài thiên văn Palomar tại thành phố San Diego, California, Hoa Kỳ. ꞌAylóꞌchaxnim là tiểu hành tinh đầu tiên được phát hiện có quỹ đạo chuyển động nằm phía bên trong quỹ đạo Sao Kim và do đó cũng là vật thể duy nhất thuộc lớp Tiểu hành tinh Atira có quỹ đạo gần Mặt Trời hơn Sao Kim. Trong số các tiểu hành tinh đã quan sát thấy, ꞌAylóꞌchaxnim có quỹ đạo quay quanh Mặt Trời với Điểm cận nhật và viễn nhật nhỏ nhất. Được quan sát với độ sáng 16,5, tiểu hành tinh này được cho là có đường kính lớn hơn 1 km.

## Quan sát
ꞌAylóꞌchaxnim được các nhà thiên văn học Bryce Bolin, Frank Masci và Quanzhi Ye quan sát thấy tại dự án tạm thời Zwicky ở Đài thiên văn Palomar vào ngày 4 tháng 1 năm 2020, trong chiến dịch phát hiện các tiểu hành tinh bên trong Trái Đất (Atiras) sử dụng máy ảnh ZTF trường rộng trên kính viễn vọng Samuel Oschin dài 1,22 mét. Việc phát hiện các vật thể này rất khó khăn do chúng ở gần Mặt Trời và chỉ có thể quan sát được vào thời điểm hoàng hôn khi Mặt trời ở dưới đường chân trời của Trái Đất.
Tại thời điểm quan sát (4/1/2020), ꞌAylóꞌchaxnim nằm về phía chòm sao Bảo Bình với cấp sao biểu kiến khoảng 18. Số liệu quan sát này được ghi nhận tại trang xác nhận đối tượng gần Trái Đất của Minor Planet Center. Các đài quan sát khác (trong đó có Dự án kính thiên văn ảo của Gianluca Masi) đã tiếp tục quan sát để xác định quỹ đạo chuyển động của tiểu hành tinh này. Công bố chính thức được Minor Planet Center thông báo trên Minor Planet Electronic Circular ngày 8/1/2020.
Trước khi phát hiện ꞌAylóꞌchaxnim, các nhà thiên văn (Quanzhi Ye và đồng nghiệp) đã dự đoán khả năng Zwicky sẽ quan sát thấy tiểu hành tinh Vatira đầu tiên của mình trong quỹ đạo của sao Kim sau khi phát hiện một số tiểu hành tinh có quỹ đạo chuyển động quanh khu vực này như 2019 AQ3 (0,5887 AU), 2019 LF6 (0,5553 AU). Do khó khăn trong việc phát hiện các tiểu hành tinh như vậy ở độ giãn dài nhỏ của mặt trời, họ ước tính rằng ít nhất một tiểu hành tinh Vatira bổ sung sẽ được ZTF phát hiện.

## Định danh
Lúc mới phát hiện ra, nhóm quan sát đã định đặt tên cho tiểu hành tinh là ZTF09k5. Sau đó MPC đã lựa chọn định danh cho nó là ꞌAylóꞌchaxnim sau khi đã có các quan sát tiếp theo về quỹ đạo chuyển động, hiển thị ngày và năm khám phá. Do vòng cung quan sát ngắn và quỹ đạo không chắc chắn, vật thể này đã không được MPC cấp số hiệu hành tinh nhỏ cho đến khi có số liệu đầy đủ về quỹ đạo. Là nguyên mẫu của tiểu hành tinh Vatira, ꞌAylóꞌchaxnim sẽ là ví dụ điển hình cho cách đặt tên cho các tiểu hành tinh trong khu vực sau này

## Quỹ đạo và phân loại

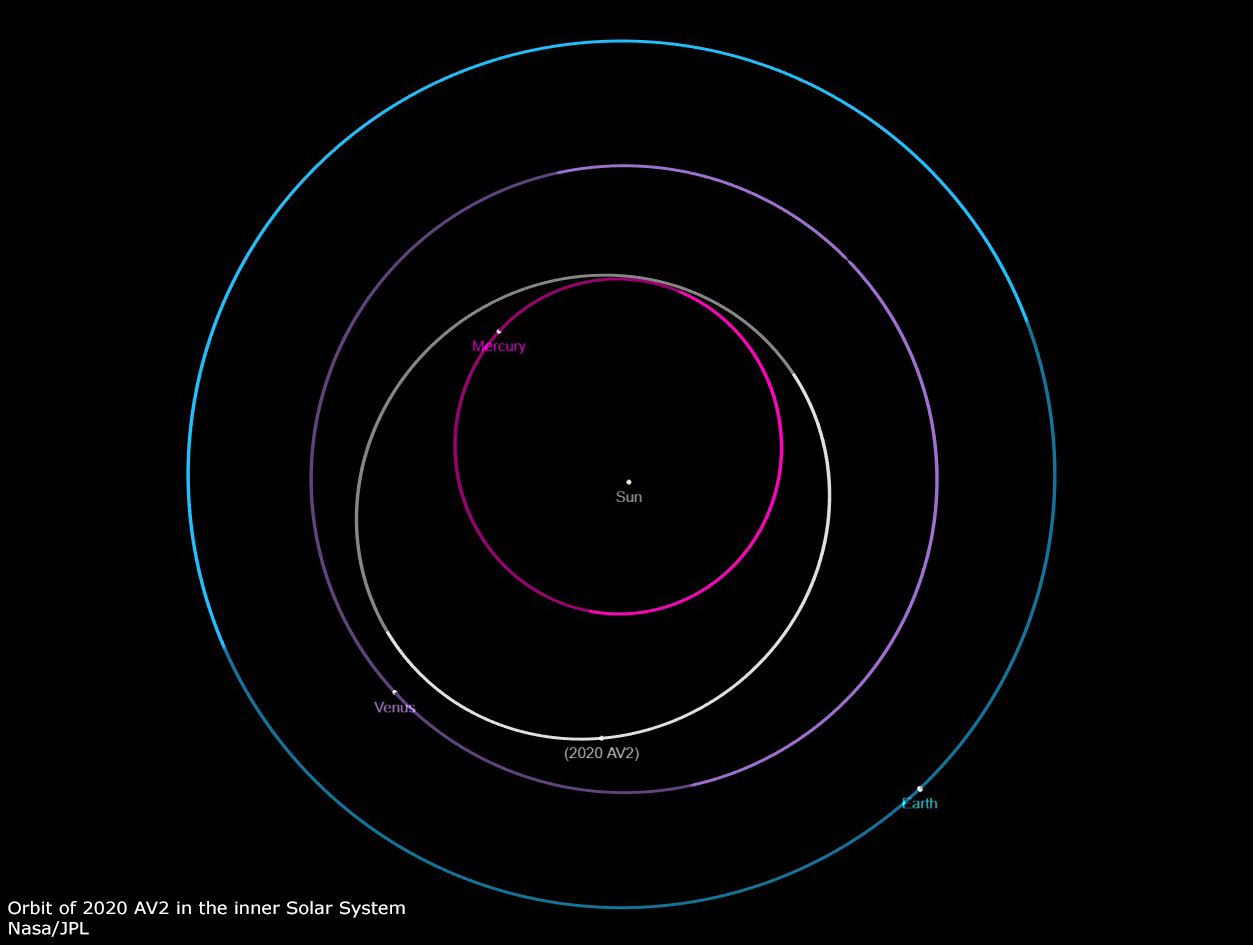
Quỹ đạo ꞌAylóꞌchaxnim, nhìn từ mặt phẳng hoàng đạo

Tại thời điểm công bố (4/1/2020), ꞌAylóꞌchaxnim là tiểu hành tinh duy nhất có quỹ đạo nằm hoàn toàn phía trong quỹ đạo Sao Kim (không tính Sao Thủy vì là hành tinh chứ không phải tiểu hành tinh), với viễn điểm quỹ đạo xấp xỉ 0,654 đơn vị thiên văn (AU), nhỏ nhất trong tất cả các tiểu hành tinh đã quan sát thấy tính đến 15/1/2020. Trong khi đó, cận điểm quỹ đạo của Sao Kim là 0,718 AU, quỹ đạo của ꞌAylóꞌchaxnim nằm hoàn toàn phía trong quỹ đạo của Sao Kim và do đó, cũng nằm hoàn toàn phía trong quỹ đạo Trái Đất. Khác với các tiểu hành tinh Atira khác đã được biết đến, ꞌAylóꞌchaxnim là tiểu hành tinh đầu tiên được ghi nhận là có điểm xa nhất của quỹ đạo gần Mặt Trời hơn điểm cận nhật của Sao Kim. Bản thân tên gọi AV được hình thành từ tên gọi Atira và Venus (Sao Kim). ꞌAylóꞌchaxnim cũng được liệt kê vào thể loại vật thể gần Trái Đất thuộc phân lớp tiểu hành tinh Atira với khoảng cách giao nhau quỹ đạo tối thiểu của tiểu hành tinh với Trái Đất là 0,346 AU.
Do vòng cung quan sát ꞌAylóꞌchaxnim ngắn, các thông số quỹ đạo của nó không đảm bảo chắc chắn. Chu kỳ vòng quay quanh Mặt Trời của nó khoảng 151 ngày (0,41 năm), với bán trục chính 0,5553 AU. ꞌAylóꞌchaxnim có quỹ đạo gần giống với 2019 LF6 là tiểu hành tinh có quỹ đạo và chu kỳ nhỏ nhất trong số các tiểu hành tinh đã biết, với bán trục chính 0,55528. Vào thời điểm mới khám phá, ꞌAylóꞌchaxnim được ghi nhận là tiểu hành tinh có bán trục chính nhỏ nhất. Độ lệch tâm quỹ đạo của ꞌAylóꞌchaxnim vừa phải, với điểm cận nhật 0,46 AU trong khi của Sao Thủy là 0,467 AU. Độ nghiêng quỹ đạo của ꞌAylóꞌchaxnim là khoảng 15,9° so với mặt phẳng hoàng đạo. Khoảng cách giao nhau quỹ đạo tối thiểu của tiểu hành tinh từ Sao Thủy và Sao Kim lần lượt là khoảng 0,065 AU (9,7×106 km) và 0,079 AU (11,8×106 km).
Động lực học quỹ đạo
Hầu hết các tiểu hành tinh gần Trái Đất trong khu vực Vatira có khả năng có quỹ đạo ngắn, không ổn định do nhiễu loạn hấp dẫn thường xuyên của Sao Kim và Sao Thủy, vòng đời trung bình khoảng vài trăm nghìn năm. Quỹ đạo của các tiểu hành tinh Vatira phải chịu sự cộng hưởng của Kozai, trong đó quỹ đạo của chúng dao động theo khoảng cách, định hướng và độ lệch tâm trong vài triệu năm, do đó, các tiểu hành tinh Vatira có thể trở thành các tiểu hành tinh lớp Atira và ngược lại theo thời gian. Mặc dù cộng hưởng Kozai thường phá vỡ quỹ đạo của các tiểu hành tinh Vatira mới gia nhập, nhưng quỹ đạo của một số tiểu hành tinh Vatira không bị xáo trộn cũng có thể trở nên ổn định. Các tiểu hành tinh Vatira ổn định cuối cùng có thể va chạm với Sao Kim hoặc quỹ đạo phát triển thành một sao chổi di chuyển về phía Mặt Trời.

## Đặc điểm vật lý
ꞌAylóꞌchaxnim có độ sang tuyệt đối vào khoảng 16,4, mặc dù kết quả đo này chưa chắc chắn. Suất phản chiếu của nó cũng chưa rõ ràng nên kích thước cũng chỉ mới được ước tính dự kiến lớn hơn 1 km. Với giá trị suất phản chiếu tạm chấp nhận trong khoảng 0,25 đến 0,5, ꞌAylóꞌchaxnim sẽ có đường kính vào khoảng 1–3 km.